# Euarestoides
Euarestoides is een geslacht van insecten uit de familie van de Boorvliegen (Tephritidae), die tot de orde tweevleugeligen (Diptera) behoort.

## Soorten
- E. abstersa (Loew, 1862)
- E. acutangulus (Thomson, 1869)
- E. arnaudi Foote, 1958
- E. flava (Adams, 1904)